# Stumsjön
Stumsjön är en sjö i Gislaveds kommun i Småland och ingår i Lagans huvudavrinningsområde. Sjön är 5,7 meter djup, har en yta på 0,381 kvadratkilometer och befinner sig 169,2 meter över havet. Stumsjön har en teoretisk vattenomsättningstid på 0,40 år. Vid provfiske har abborre och gädda fångats i sjön. Försöken att återinplantera mört 2002 tycks ha misslyckats enligt länsstyrelsens provfiske 2005. Orsaken antas vara försurning.

## Delavrinningsområde
Stumsjön ingår i delavrinningsområde (633070-136734) som SMHI kallar för Inloppet i Flaten. Delavrinningsområdets medelhöjd är 178 meter över havet och ytan är 4,71 kvadratkilometer. Det finns inga delavrinningsområden uppströms utan avrinningsområdet är högsta punkten. Vattendraget som avvattnar delavrinningsområdets har biflödesordning 4, vilket innebär vattnet flödar genom totalt 4 vattendrag innan det når havet efter 151 kilometer. Delavrinningsområdet består mestadels av skog (86 %). Avrinningsområdet har 0,37 kvadratkilometer vattenytor vilket ger det en sjöprocent på 7,9 %.